# 인천계양우체국
인천계양우체국(仁川桂陽郵遞局)은 인천광역시 계양구 지역을 관할하는 우편물 취급기관이다. 인천광역시 계양구 계산새로 76(계산동)에 있다.

## 연혁
- 1949년 11월 25일: 부평우체국 개국(5급)
- 1986년 7월 30일: 북인천우체국 개국(4급)
- 1997년 9월 1일: 인천계양우체국 개국
- 2001년 7월 2일: 인천작전2동우편취급소 개국[1]
- 2002년 12월 31일: 북인천우체국 관서급 조정(5급→6급)
- 2009년 10월 24일: 부평경찰종합학교우체국 폐국[2]
- 2010년 11월 8일: 우편구역을 계양구 및 부평구 전 지역으로 고시[3]
- 2011년 5월 20일: 부평우체국을 부평대로우체국으로 명칭 변경[4]
- 2012년 5월 1일: 부평우체국 개국으로 우편구역을 다음과 같이 변경 고시[5], 인천산곡동우체국 폐국[6]

| 변경전         | 변경전         | 변경전                            | 변경후         | 변경후         | 변경후                   |
| 총괄국         | 배달국         | 배달구역                          | 총괄국         | 배달국         | 배달구역                 |
| -------------- | -------------- | --------------------------------- | -------------- | -------------- | ------------------------ |
| 인천계양우체국 | 인천계양우체국 | 인천광역시 계양구 · 부평구 전지역 | 인천계양우체국 | 인천계양우체국 | 인천광역시 계양구 전지역 |
| 인천계양우체국 | 인천계양우체국 | 인천광역시 계양구 · 부평구 전지역 | 부평우체국     | 부평우체국     | 인천광역시 부평구 전지역 |

- 2014년 1월 1일: 우편구역을 다음과 같이 고시[7]

| 배달국         | 배달구역      | 구역번호      |
| -------------- | ------------- | ------------- |
| 인천계양우체국 | 계양구 전지역 | 21000 ~ 21129 |

- 2015년 8월 21일: 인천임학우편취급국 위탁계약 해지[8]
- 2019년 5월 1일: 인천계양2동우편취급국 개국[9]
- 2019년 12월 31일 : 인천계양1동우체국 별정우체국 지정 해지[10] 및 폐국[11]
- 2020년 3월 9일 : 인천계양1동우편취급국 개국[12]
- 2020년 9월 29일 : 인천계양1동우편취급국 위탁계약 해지 및 업무종료[13]
- 2020년 10월 5일 : 계양구 장기로9번길 2, 1층에 인천계양1동우편취급국 위탁계약 체결 및 업무개시[13]
- 2021년 5월 17일 : 인천효성2동우편취급국 폐국[14]

## 관할 우체국
| 우체국명               | 사진 | 주소                                                  | 비고                                          |
| ---------------------- | ---- | ----------------------------------------------------- | --------------------------------------------- |
| 부평경찰종합학교우체국 |      | 인천광역시 부평구 부평6동 663 경찰종합학교 학생관 2층 | 2009년 10월 24일 폐국                         |
| 인천계산동우체국       |      | 인천광역시 계양구 경명대로 1053 (계산동)              |                                               |
| 인천계양1동우체국      |      | 인천광역시 계양구 장기로 4 (장기동)                   | 2019년 12월 31일 별정우체국 지정 해지 및 폐국 |
| 인천계양1동우편취급국  |      | 인천광역시 계양구 장기로9번길 2, 1층 (장기동)         | 2020년 3월 9일 신설 2020년 10월 5일 이전      |
| 인천계양2동우편취급국  |      | 인천광역시 계양구 장제로 922 (병방동)                 | 2019년 5월 1일 신설                           |
| 인천산곡동우체국       |      | 인천광역시 부평구 마장로 371 (산곡1동 6-15)           | 2012년 5월 1일 폐국                           |
| 인천임학우편취급국     |      | 인천광역시 계양구 임학서로6번길 8 (임학동)            |                                               |
| 인천작전2동우편취급소  |      | 인천광역시 계양구 작전2동 863-1                       | 2001년 7월 2일 신설                           |
| 인천작전동우체국       |      | 인천광역시 계양구 효서로 292 (작전동)                 |                                               |
| 인천효성동우체국       |      | 인천광역시 계양구 효서로 146 (효성동)                 |                                               |
| 인천효성2동우편취급국  |      | 인천광역시 계양구 효서로 39 (효성동)                  | 2021년 5월 17일 폐국                          |

## 조직
- 영업과
  - 금융영업실
  - 우편영업실
- 우편물류과
  - 물류실
  - 
소
  - 집배실
- 지원과
- 경영지도실